# 小反刍兽疫

小反刍兽疫是由小反刍兽疫病毒（Peste-des-petits-ruminants virus）引起的一种烈性接触性传染病，感染山羊、绵羊和其他小型反刍兽类。